# Comett Plus
COMETT PLUS, spol. s r. o. je česká společnost působící v oblasti veřejné a nákladní dopravy. Firma sídlí ve městě Tábor, ve kterém zajišťuje městskou hromadnou dopravu. Spolu s ní provozuje v okolí několik příměstských autobusových linek a také poskytuje autobusovou dopravu např. školám. Společnost má též rozsáhlou základnu v nákladní dopravě, kde převáží např. živá zvířata, zboží pod řízenou teplotou, obyčejné zboží a pod. Firma také operuje v nedalekém kamenolomu Slapy, kde se svou speciální technikou pro použití v lomech pracuje.

## Vznik
Firma Comett Plus vznikla 28. prosince 1993 za účelem privatizace dopravního závodu ČSAD Tábor. Ten byl koupen v lednu roku 1998 a s tím společnost převzala všechny činnosti bývalého závodu ČSAD včetně všech závazků, které firma dále rozvíjí. Společnost se dále rozvíjela v nákladní automobilové dopravě a začala provozovat techniku v kamenolomu Slapy.

## MHD Tábor

### Organizace dopravy
Táborská MHD je nedílnou součástí této společnosti. Aktuálně (v roce 2025) tu Comett zajišťuje provoz na 15 linkách. Páteřní linky 10, 11, 12, 13, 14, 16, 17 a 50 spojují navzájem města Tábor, Sezimovo Ústí a Planou nad Lužnicí. Linky 20 a 21 propojují Tábor a jeho městské části Náchod, Čekanice, Stoklasnou Lhotu a Košín. Autobusy na linkách 30 a 31 přepravují cestující ze Zárybničné Lhoty a Měšic přes Čelkovice, Horky a Větrovy až po Radimovice u Želče, Slapy a Dražičky. Linka 40, která však byla v prosinci roku 2024 regulována linkou 453, spojuje nádraží a městskou část Hlinice. Vnitroměstské linky 60, 61 a 62 zajišťují autobusovou dopravu v centru města Tábor a okolí. Kvůli úzkým uličkám historickém centru jsou na tyto linky nasazovány pouze midibusy.

### Vozový park

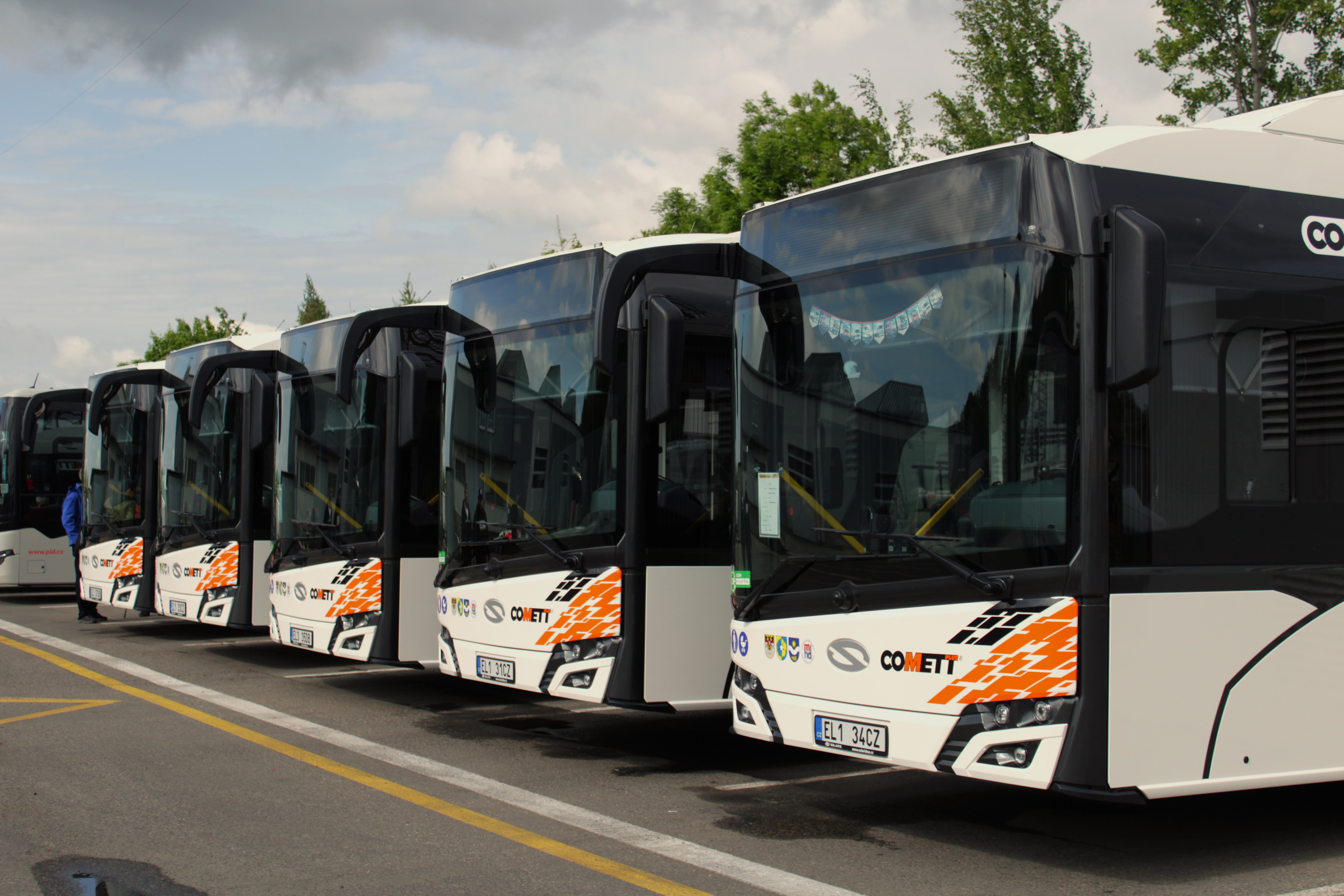
Městské elektrobusy společnosti Comett Plus

V táborské MHD se za od roku 1998 vystřídalo mnoho typů autobusů. Do roku 2005 to byly pouze naftové autobusy. V roce 2006 byl však do provozu uveden první CNG autobus v Česku, a to Irisbus Citelis 18M CNG. Tento trend pokračoval v Comettu až do roku 2023. V té době byla všechna vozidla na CNG a 100% nízkopodlažní (kromě autobusu Iveco Crossway LE CITY NP). V tomto roce objednala společnost 10 nových elektrobusů značky Solaris. Prvních 8 vyjelo do táborského provozu už v prosinci 2024 a zbylé 2 dorazily do Tábora v květnu 2025. Aktuálně tedy společnost provozuje 35 autobusů značek Iveco, Solaris, Rošero a Dekstra, které se každý den objevují v provozu.

## Pravidelná autobusová doprava
Společnost Comett Plus do června 2022 také provozovala pravidelnou příměstskou autobusovou dopravu v okrese Tábor. V roce 2021 ji v soutěži o autobusovou dopravu na 10let vypsanou Jihočeským krajem porazila společnost BusLine a od června 2022 ji tu provozuje. Společnosti Busline však Comett v rámci subdodávky pronajímá některé své linkové autobusy. Nadále však Comett provozuje některé příměstské linky ve středočeském kraji a to zejména linky 453 a 455 z Tábora do Mladé Vožice, Vlašimi a Benešova, na které nasazuje převážně své elektrobusy Iveco Crossway LE LINE 12 ELEC. 

## Nákladní doprava
Comett Plus provozuje také rozsáhlou nákladní automobilovou dopravu. V roce 2019 vlastnila firma 65 motorových vozidel pro různé typy nákladu. Společnost dále zajišťuje např. přepravu zboží návěsovými vozidly, přepravu plechů ve svitcích, svoz dobytka, přepravu zboží pod řízenou teplotou (ATP), rozvoz zásilek od výrobce k odběratelům nebo vytěžování vozidel jiných dopravců (spedice).